# Каратал (Енбекшильдерский район)
Каратал (каз. Қаратал) — село в Енбекшильдерском районе Акмолинской области Казахстана. Входит в состав Макинского сельского округа. Код КАТО — 114543380.

## География
Село расположено в юго-западной части района, на расстоянии примерно 48 километров (по прямой) к югу от административного центра района — города Степняк, в 18 километрах к югу от административного центра сельского округа — села Макинка.
Абсолютная высота — 351 метров над уровнем моря.
Ближайшие населённые пункты: село Алтынды — на западе, село Алаколь — на юге, село Баймырза — на северо-востоке.
Вблизи села проходит скоростная автомагистраль А1 "Астана — Щучинск".

## Население
В 1989 году население села составляло 210 человек (из них казахи — 100 %).
В 1999 году население села составляло 194 человека (97 мужчин и 97 женщин). По данным переписи 2009 года, в селе проживало 109 человек (49 мужчин и 60 женщин).
| Численность населения | Численность населения | Численность населения |
| 1989                  | 1999                  | 2009                  |
| --------------------- | --------------------- | --------------------- |
| 210                   | ↘194                  | ↘109                  |

## Улицы[5]
- ул. Кенесары хана
- ул. Магжана Жумабаева